# Johnstonsches Organ

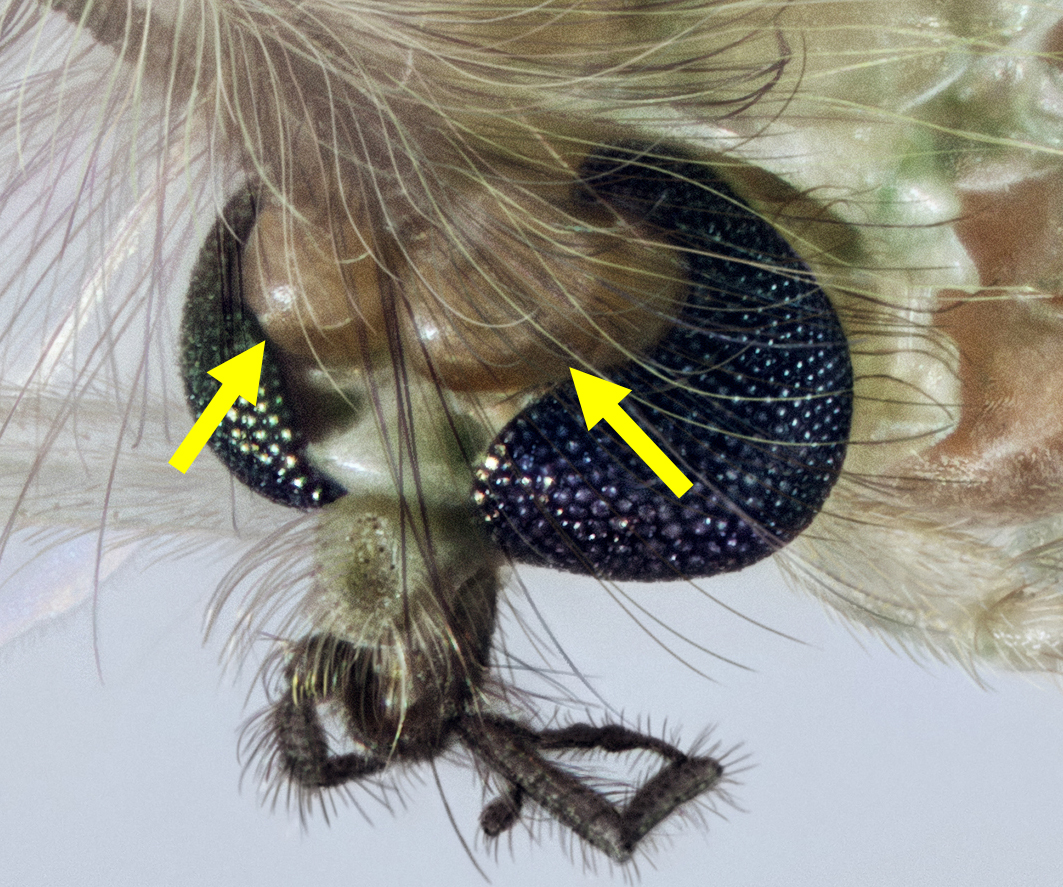
Johnstonsche Organe an der Fühlerbasis eines Zuckmücken-Männchens

Das Johnston-Organ (auch Johnstonsche Organ) ist ein bei den Insekten vorkommendes Sinnesorgan im 2. Antennenglied (Pedicellus). Es ist als Scolopidialorgan mit einer Vielzahl von Scolopidien ausgestattet, stiftführenden Sensillen, die in Gruppen um den Antennenschaft angeordnet durch Schwingung der Antennengeißel erregt werden.
Das Johnston-Organ kann als Vibrationssensor der Wahrnehmung von Druckänderungen, Schall und Bewegungen dienen. Beim Tabakschwärmer ist seine Funktion zur Lagekontrolle im Flug nachgewiesen worden: Die durch Körperbewegungen und Luftschwingungen beeinflusste Vibration der Antenne wird mit dem Organ wahrgenommen. Sie ermöglicht eine Feinsteuerung der Fluglage, um Kurven und andere Richtungsänderungen zu erleichtern. Eine ähnliche Funktion wird bei allen Fluginsekten angenommen.
Neben der Lagekontrolle im Flug besitzt das Johnstonsche Organ bei verschiedenen Insektenordnungen eine ganze Reihe weiterer Funktionen, die alle auf der Wahrnehmung von Schwingungen und Vibrationen aufbauen.
So dient es etwa den Taumelkäfern (Gyrinidae) und bei Rückenschwimmern (Notonectidae) zum Erkennen von Beutetieren auf der Wasseroberfläche, die durch deren Bewegungen in Schwingungen gerät. Bei Drosophila, den Männchen von Stechmücken (Culicidae), Zuckmücken (Chironomidae) und anderen Zweiflüglern dient es zur Schallwahrnehmung, als Hörorgan.
Das Johnstonsche Organ ist benannt nach Christopher Johnston, der es 1855 beschrieb.